# Gunther Metz
Gunther Metz (* 8. August 1967 in Alzey) ist ein ehemaliger deutscher Fußballspieler und heutiger -trainer.

## Karriere
Metz spielte als Jugendlicher beim SC Hangen-Weisheim sowie beim 1. FC Kaiserslautern. Als Jugendnationalspieler zählte er zur Stammelf, im Profikader des FCK konnte er sich jedoch nicht durchsetzen, 1986 kam er beim FCK zwar erstmals in der Fußball-Bundesliga zum Einsatz, es blieb aber bei acht Spielen, so dass er zur Saison 1987/88 zum Karlsruher SC wechselte. Zwölf Spielzeiten lang war Metz beim Karlsruher SC im Einsatz, bestritt 278 Bundesligaspiele und erzielte dabei fünf Tore. Gunther Metz ist damit der Rekordspieler der gesamten KSC-Bundesligageschichte. Zudem kam er auf acht Zweitligaeinsätze für die Badener; ein Treffer blieb ihm im Unterhaus aber verwehrt.
Der Verteidiger, der auch auf der defensiven linken Außenbahn im Mittelfeld eingesetzt wurde, entwickelte sich schnell zum Liebling der KSC-Fans, von welchen er „Magic Metz“ genannt wurde. In seinen letzten aktiven Jahren verlor Metz, zu dessen Stärken das Zweikampfverhalten und sein Kämpferherz zählten, gegenüber der technisch versierteren vereinsinternen Konkurrenz, zu der Slaven Bilić, Dirk Schuster und Burkhard Reich zählten, immer mehr an Boden und musste sich schließlich häufig mit der Ersatzbank begnügen. Sein letztes Pflichtspiel für den Karlsruher SC bestritt er am 28. Mai 1999 in der 2. Bundesliga.
Nach seiner aktiven Zeit als Profi-Fußballer wechselte Metz als Co-Trainer zu den Amateuren vom 1. FC Kaiserslautern. Mit Start der Saison 2006/07 übernahm Metz die U-17-Mannschaft des FCK, mit der er in der Saison 2007/08 bis ins Halbfinale der Deutschen Meisterschaft vordrang. Ab dem 1. Juli 2008 betreute Metz die U-19-Mannschaft des Vereins. Im März 2011 übernahm er wieder die U-17 des FCK. Er ist damit Nachfolger von Ratinho. Zur Saison 2011/12 wurde er wieder Trainer der U19. Diese Aufgabe erfüllte er bis 2017. Seit 2017 fungiert er als Co-Trainer von Guido Streichsbier in verschiedenen U-Nationalmannschaft des DFB. Seit Sommer 2019 ist er außerdem Talente-Trainer beim 1. FC Kaiserslautern.

## Statistik
| Liga          | Spiele (Tore) |
| ------------- | ------------- |
| Bundesliga    | 286 (5)       |
| 2. Bundesliga | 008 (0)       |
| Wettbewerb    |               |
| DFB-Pokal     | 030 (2)       |